# Döberlitz
Döberlitz ist ein Gemeindeteil der Gemeinde Gattendorf im Landkreis Hof (Oberfranken, Bayern). Döberlitz liegt in der Gemarkung Leimitz.

## Geografie
Das Dorf liegt auf freier Flur am Dorschenbach, einem rechten Zufluss der Südlichen Regnitz. Unmittelbar südlich des Ortes verläuft eine   Hochspannungsleitung. Eine Gemeindeverbindungsstraße führt nach Jägersruh zur Staatsstraße 2192 (1,3 km nordwestlich) bzw. nach Neugattendorf zur St 2192 (1,5 km nordöstlich).

## Geschichte
Im Jahr 1380 stiftete Mattel Rabensteiner einen Hof in Döberlitz dem Hofer Spital zum Seelenheil seiner Frau. 1405 kaufte das Klarissenkloster Hof vom benachbarten Klarissenkloster Eger den Zehnt des Ortes und verliehen diesen dem Priester Niklas Libel. 1415 verkauften die Roder ihren Hof an das Klarissenkloster. 1420 erwarben Helena und Anna von Orlamünde ein Anwesen in Döberlitz. 1422 stiftete Markgraf Friedrich I. einen Hof für das Seelenheil seines Sohnes. 1493 kaufte der Hofer Goldschmied Rot, der ein gebürtiger Bayreuther war, ein Anwesen in Döberlitz und stiftete es für die Bayreuther Kirche. Gegen Ende des 18. Jahrhunderts hatte das Klosteramt Hof die Dorf- und Gemeindeherrschaft sowie die Grundherrschaft über sämtliche Anwesen in Döberlitz. Die Hochgerichtsbarkeit hatte das bayreuthische Stadtvogteiamt Hof.
Von 1797 bis 1810 unterstand Döberlitz dem Justiz- und Kammeramt Hof. Infolge des Ersten Gemeindeedikts wurde Döberlitz dem 1812 gebildeten Steuerdistrikt Gattendorf und der zugleich entstandenen Ruralgemeinde Leimitz zugewiesen. Im Zuge der Gebietsreform in Bayern wurde Döberlitz am 1. Januar 1977 nach Gattendorf eingemeindet.

### Einwohnerentwicklung
| Jahr      | 1819  | 1861   | 1871   | 1885   | 1900   | 1925   | 1950   | 1961   | 1970   | 1987   | 2015  |
| Einwohner | 60    | 101    | 88     | 75     | 69     | 69     | 65     | 55     | 55     | 49     | 39    |
| Häuser    |       |        |        | 9      | 9      | 9      | 9      | 9      |        | 12     |       |
| Quelle    | [ 7 ] | [ 10 ] | [ 11 ] | [ 12 ] | [ 13 ] | [ 14 ] | [ 15 ] | [ 16 ] | [ 17 ] | [ 18 ] | [ 1 ] |

## Religion
Döberlitz ist seit der Reformation evangelisch-lutherisch geprägt und bis heute nach St. Michaelis (Hof) gepfarrt.